# Contea autonoma li e miao di Qiongzhong
La contea autonoma li e miao di Qiongzhong (琼中黎族苗族自治县S, Qióngzhōng Lízú Miáozú ZìzhìxiànP) è una contea della Cina, situata nella provincia di Hainan.